# Vincent (Album)
Vincent ist das zweite Soloalbum des deutschen Rappers Vega. Es erschien am 13. Januar 2012 über das Frankfurter Musiklabel Freunde von Niemand sowie in Zusammenarbeit mit Wolfpack Entertainment. Das Album wird von Soulfood vertrieben. Es wurden über 20.000 Einheiten verkauft (Stand: Juni 2012).

## Hintergrund

### Entstehungsgeschichte

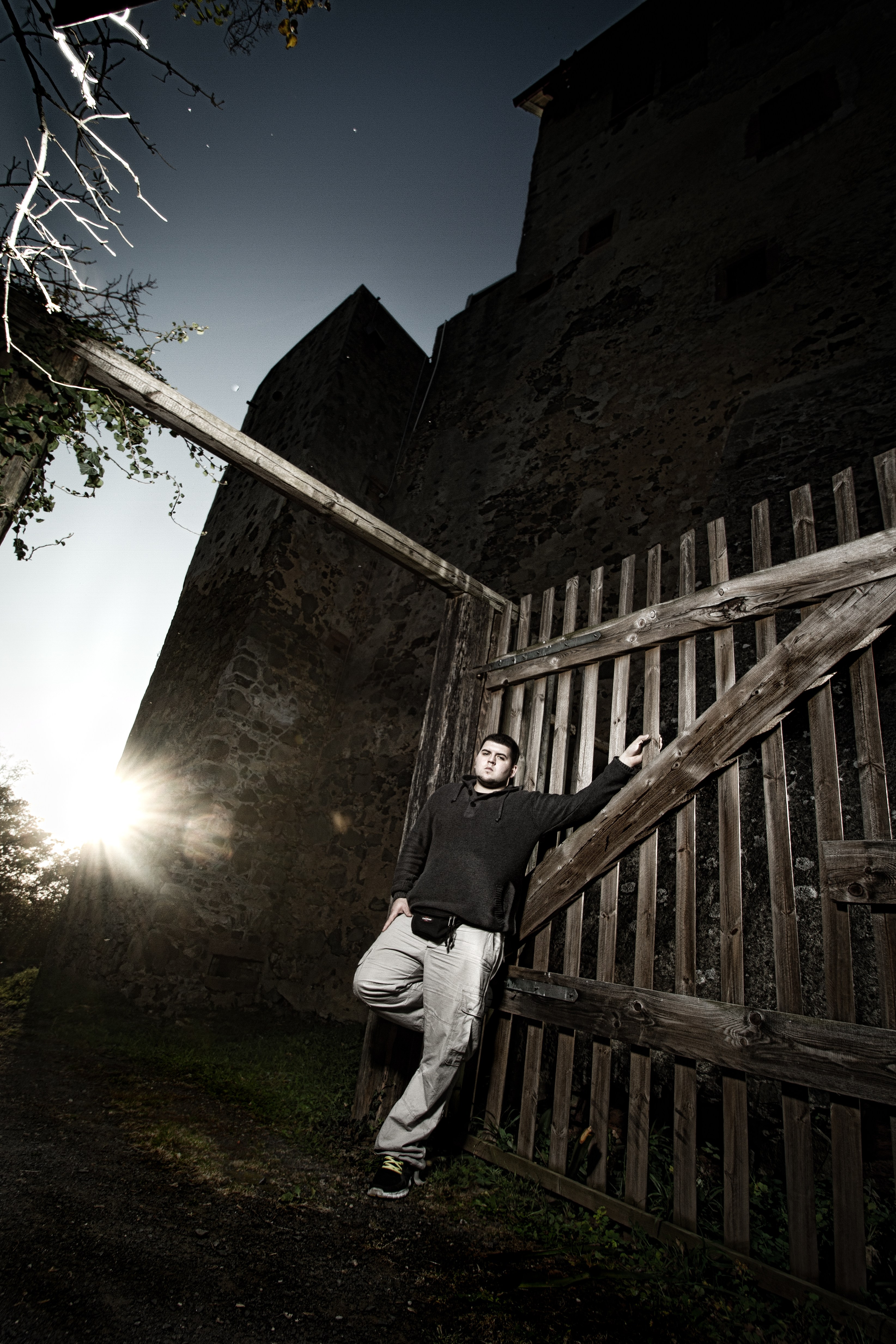
Vega (2012)

Kurz nach der Veröffentlichung von Vegas Debütalbum Lieber bleib ich broke im November 2009 erfolgte die Auflösung des Labels Butterfly Music, das von Vega und dessen demaligem Produzenten Emonex geführt worden war. Die Differenzen resultierten laut einem Interview vom Hip-Hop-Magazin Juice mit dem Rapper aus verschiedenen Unstimmigkeiten zwischen ihm und Emonex, was vor allen Dingen die künstlerische Zukunft Vegas betroffen hätte. So habe Emonex poppigere Musik produzieren wollen, um bessere kommerzielle Ergebnisse zu erzielen, während Vega wie zuvor weitermachen wollte. Auch die Aufnahmen von Bosca und Face für deren Kollaboalbum Kinokarte: Film eines Lebens, das Anfang 2010 über Butterfly Music veröffentlicht wurde und an dessen Produktion Emonex maßgeblich mitwirkte, sei zu einem Streitpunkt geworden. Während Vega die Aufnahme von zusätzlichen Liedern gefordert hätte, um eine größere Auswahl für die tatsächlichen Albumsongs zu haben und so die Qualität zu verbessern, habe Emonex die Veröffentlichung jedes produzierten Songs verlangt, da die Aufnahmen Geld und Studiozeit kosten. Infolgedessen untersagte Emonex Vega die öffentliche Aufführung von Songs, die Emonex produzierte und übernahm die kompletten Nutzungsrechte für Butterfly Music.
Danach war Vega eigener Aussage zufolge nicht bereit, Musik zu machen und musste erstmal wieder auf die Beine kommen und sein Leben in den Griff bekommen, obwohl er ursprünglich plante, gleich nachzulegen und 2010 ein Album zu veröffentlichen. Auch spielte er kurzzeitig mit dem Gedanken, komplett mit Musik aufzuhören. Diese verwarf er jedoch wieder und baute sich stattdessen mit der finanziellen Unterstützung eines Investors aus einer Autogarage ein neues Studio auf. Dort nahm er in kurzer Zeit die EP Die Wahrheit ist hässlich auf, die am 30. September 2010 als Entschädigung für die lange musikalische Pause zum kostenlosen Download angeboten wurde und positive Resonanzen stieß. Später sagte Vega, dass er zu der Zeit lieber bereits am Album hätte arbeiten sollen, statt die EP zu veröffentlichen, und Die Wahrheit ist hässlich den Produktionsprozess von Vincent um knapp ein Jahr zurückgeworfen habe. Damals gab er an, das kommende Album musikalischer gestalten zu wollen und dafür beispielsweise Instrumente einspielen zu lassen oder mit Musikern außerhalb des Hip-Hop-Szene zusammenzuarbeiten. Die Veröffentlichung plante er im Frühjahr 2011.
Anschließend baute Vega sich gemeinsam mit seinem Manager Hadi El-Dor ein neues Plattenlabel unter dem Namen Freunde von Niemand auf. Dort nahm er Face und Olson Rough, die bereits bei Butterfly Music waren, sowie Bosca, Migo und den Produzenten Johnny Pepp unter Vertrag. Die erneute Gründung eines eigenen Labels begründete er damit, dass er Leuten aus seinem Umfeld eine Plattform bieten und künstlerisch unabhängig bleiben wolle.
Danach vergingen aus privaten Gründen erneut einige Monate, bis die Albumproduktion begann. Ein weiterer Faktor für die Verzögerung seien die Beats gewesen, da Vega, der sich als sehr wählerisch bezeichnet, nicht bereit sei, Kompromisse bei der musikalischen Untermalung seiner Raps einzugehen. Für das Album standen über 600 Beats zur Verfügung, von denen letztendlich 16 bzw. 18 (Amazon-Edition) verwendet wurden. Es bestand auch die Möglichkeit, Beats an Vega zu senden. Davon wurden jedoch keine verwendet. So kostete die Suche nach den passenden Beats einige Zeit. Die Veröffentlichung des Albums wurde so auf September 2011 verschoben. In der Zwischenzeit steuerte Vega Beiträge für Chakuzas Mixtape Suchen & Zerstören II, Sunny Bizness’ Mixtape Rapmusik, Twins Album Dreckig, eisern & loyal, Cuthetas Album Kopfnoten, Bizzy Montanas Mixtape Ein Hauch von Gift, DJ Stickles Mixtape Ich weiß, was du letzten Sommer gehört hast, Boscas Album Fighting Society sowie den Samplern Hip Hop lebt Vol. 1 und Hip-Hop lebt Vol. 2 bei. Zu den Songs Zieh, zieh mit Bizzy Montana, Keine Zeit zu leben und Hip-Hop & Rap (jeweils mit Sunny Bizness) sowie Was weißt du wurden auch Musikvideos veröffentlicht. Außerdem verbesserte Vega die Strukturen für sein neues Label. Dieses hatte Olson zu diesem Zeitpunkt verlassen, stattdessen wurde im August 2011 der Rapper Timeless verpflichtet. Dieser veröffentlichte zu seinem Einstieg die kostenlose Online-EP Sonne für euch, auf der auch Vega auf dem Titelsong mitwirkte.
Im August 2011 wurde das Album auf Januar 2012 verschoben, da Vega mehr Zeit für die Produktion benötigte. In einem Interview begründete er die Verschiebung zudem damit, dass er das Album nach der langen Wartezeit perfektionieren wollte, anstatt es überhastet fertigzustellen. Wenige Tage später wurde der 13. Januar 2012 als Veröffentlichungsdatum verkündet. Gleichzeitig kursierten auch Konzertaufnahmen von der Freunde von Niemand-Tour, auf denen Vega das Outro von Vincent spielt. Dies war somit der erste der Öffentlichkeit bekannte Song aus dem Album.
Der Vorverkauf startete am 18. November über das Internet-Verkaufshaus amazon.com. Kurz darauf wurde bekannt, dass Vega auch den Rapper Bizzy Montana, mit dem er bereits für dessen Mixtape Ein Hauch von Gift zusammenarbeitete, bei seinem Label Freunde von Niemand unter Vertrag nehmen konnte. Dieser war zuvor vertraglich an Bushidos Label ersguterjunge gebunden.
Nachdem wenige Tage zuvor das offizielle Albumcover veröffentlicht wurde, gab Vega am 24. November auch die Titelliste des Albums bekannt.
Zur Promotion des Albums ernannte das Internet-Verkaufshaus Amazon den Rapper zum Künstler der Woche.
Als Dank für die guten Verkäufe am ersten Verkaufstag veröffentlichte Vega wenige Tage nach der Veröffentlichung einen Remix vom Titel Was weißt du?, der in der Originalversion auf dem Sampler Hip-Hop lebt Vol. 2 vertreten war, zum kostenlosen Download. Der Remix wurde wie auch das Original vom Produzententeam CuBeatz produziert.
Bei der Aufnahme der Songs für Vincent habe Vega keine bestimmte Struktur im Kopf gehabt, sondern nur die Songs aufgenommen und sie dann im Nachhinein passend geordnet.
Die Albumproduktion bezeichnete Vega als komplizierter als beim Debütalbum, da er bei diesem nichts zu verlieren gehabt hätte, beim zweiten Album jedoch ein gewisser Druck und eine andere Erwartungshaltung bestehe. Insbesondere durch die Auszeichnung zum Newcomer des Jahres von HipHop.de (2009) und den 2. Platz in der gleichnamigen Kategorie bei den JUICE Awards (2010) seien die Erwartungshaltung von außen und die eigenen Anforderungen an das Album sehr hoch gewesen.

### Albumtitel
Der Albumtitel Vincent ist an die Filmfigur Vincent Vega aus Pulp Fiction von Quentin Tarantino angelehnt, die von Schauspieler John Travolta gespielt wurde. Außerdem strahle der Name an sich Stärke aus und sei sehr einprägsam. Vincent stammt vom lateinischen Namen Vincentius ab, der übersetzt der Siegreiche bzw. der Siegende bedeutet. Vega verwies zudem auf andere Rapper, die ihre Alben ebenfalls nach ihren Namen benannten und fügte als Beispiel Kollegah an, der eines seiner Soloalben Kollegah betitelte. Vincent sei so der Vorname von Vega.

### Veröffentlichungstermin
Das Album wurde an einem Freitag, den 13. veröffentlicht. Dieses Datum gilt im Volksglauben als Unglückstag. Vega schrieb diesen Zusammenhang dem Zufall zu und sagte weiter, dass er früher ein Album mit dem Titel Freitag, der 13. produzieren wollte, es aber aufgrund von möglichen Namensüberschneidungen mit dem Album Freitag der 13te von Joka (2009) nicht dazu kam. Außerdem sei das Datum sehr prägnant.
Jedoch stecke keine Philosophie dahinter. Auf dem Album befindet sich ein Song namens Freitag der 13te. Bereits im 2010 veröffentlichten Freetrack Was ist mit dir? existierte die Textzeile „Es ist Freitag der 13te. Wenn du von ganz unten kommst, ist Gewinnen nicht alles, es ist das Einzige.“
Die Veröffentlichung in einem Wintermonat erklärte Vega damit, dass die Musik besser zu dieser Jahreszeit passen würde. Vega datierte bisher alle seine Veröffentlichungen in den Winter.

## Titelliste
| #  | Titel                       | Gastmusiker | Produzent                 | Länge |
| -- | --------------------------- | ----------- | ------------------------- | ----- |
| 1  | Vincent ist da              |             | Cubeatz                   | 1:45  |
| 2  | Dem Himmel so nah           |             | Johnny Pepp               | 3:24  |
| 3  | So weit weg                 |             | Cubeatz                   | 3:49  |
| 4  | Feuer                       |             | Cubeatz                   | 1:26  |
| 5  | Ich bin König' heut         |             | Cristalbeats              | 3:43  |
| 6  | Vollmond                    |             | Cristalbeats              | 2:34  |
| 7  | Mit dem Kopf durch die Wand | Bosca       | Cristalbeats, Johnny Pepp | 4:05  |
| 8  | Wasser                      |             | Phillipp Buchholz         | 1:41  |
| 9  | Alles was zählt             |             | Cristalbeats, Johnny Pepp | 3:45  |
| 10 | Kannst du es seh’n          | Timeless    | F7                        | 4:04  |
| 11 | Freund sein                 |             | Cubeatz                   | 2:55  |
| 12 | Erde                        |             | Cristalbeats, Johnny Pepp | 1:20  |
| 13 | Freitag der 13te            |             | Johnny Pepp               | 2:38  |
| 14 | Nur du                      |             | Cristalbeats, Johnny Pepp | 3:19  |
| 15 | Luft                        |             | Cristalbeats, Johnny Pepp | 1:35  |
| 16 | Outro                       |             | Cristalbeats, Johnny Pepp | 3:18  |

| #  | Titel                   | Gastmusiker | Produzent                 | Länge |
| -- | ----------------------- | ----------- | ------------------------- | ----- |
| 17 | Alles was zählt (Remix) |             | Cristalbeats, Johnny Pepp | 3:43  |
| 18 | So weit weg (Remix)     |             | Cristalbeats, Johnny Pepp | 3:36  |

## Editionen
Das Album erschien einerseits als CD in einem Super-Jewelcase, jedoch war es auch als kostenpflichtiger Download über diverse Online-Musikdienste wie iTunes oder Amazon erhältlich. Die digitale Albumversion von Amazon MP3 enthielt zusätzlich zu den 16 Albumsongs auch zwei exklusive Bonustracks. Diese sind sogenannte Remixe der beiden Titel Alles was zählt und So weit weg. Dabei wurden die besagten Songs mit neuen Beats unterlegt, während die Texte identisch blieben.

## Illustration
Das Cover von Vincent zeigt ein Foto von Vega, das in einem Wald aufgenommen und in einem herbstlichen Stil gehalten wurde. Dabei wurde Vega von hinten fotografiert, so dass Vegas Blick sich zur Sonne richtet. Er trägt eine braune Hose und einen schwarzen Kapuzenpullover. Die Erdoberfläche ist von Herbstblättern bedeckt. Zentral des Bildes wurde der schwarze Schriftzug Vega und Vincent eingefügt, rechts daneben steht Vega. Oben ist in weiß das Logo von Vega abgebildet. Das Cover wurde wie auch das Albumartwork von Robin Heller für Helles Design gestaltet, der auch alle Fotos schoss.
Das Albumcover wurde im Vorfeld von Außenstehenden per Internet-Abstimmung exklusiv über das Online-Magazin rappers.in gewählt. Dabei stand sowohl das letztlich gewählte Cover als auch ein alternatives, ebenfalls von Robin Heller entworfenes Cover zur Wahl. Dieses zeigte ein Bild von Vega, bei dem er eine weiße Kugel in den Händen hält und sehr düster gestaltet ist. Im Hintergrund sind die Äste eines Baumes vor dem Nachthimmel erkennbar. Unterhalb von Vega, auf dessen Oberkörper der weiße Schriftzug Vega und Vincent eingefügt wurde, befinden sich zwei Felsen und einige Herbstblätter. Wie beim anderen Cover wurde auch hier Vegas Logo in weiß abgebildet, auch die Typografie ist identisch. Insgesamt ist das Alternativcover deutlich düsterer gestaltet. Das Voting dazu fand am 14. und 15. November 2011 statt und wurde mit 567 zu 164 Stimmen entschieden, was 78 bzw. 22 Prozent entspricht. Insgesamt beteiligten sich 731 Personen an der Abstimmung.
Vega zeigte sich mit dem Ergebnis sehr zufrieden und sagte, er sei vom Voting überrascht gewesen, da er dachte, dass die düstere Version mehr Anklang finden würde. Jedoch sei das erste Cover auch sein Favorit gewesen. Deshalb sei er insgesamt froh über die Entscheidung gewesen.

## Inhalt

### Produktion
Für die Produktion vom Album zeigten sich größtenteils Musiker zuständig, mit denen Vega bereits zuvor zusammenarbeitete. So wurde der Großteil von Johnny Pepp und Cristal produziert, die beide bei Vegas Label Freunde von Niemand unter Vertrag stehen.
Im Vorhinein wurden auch Produktionen von Beatlefield und Sinch angekündigt, die letztendlich aber nicht auf dem Album vertreten waren.
Der Beat zum Outro musste kurz vor Veröffentlichung abgeändert werden, da Kool Savas für den Beat vom Song Aura von dessen gleichnamigen Album Aura kurz zuvor dasselbe Sample von deutschen Komponisten Hans Zimmer aus dem Film Inception verwendete. Zwar versuchte Vega, Kool Savas zu kontaktieren, was ihm jedoch nicht gelang. Die ursprüngliche Version, die von Cristalbeats produziert wurde, wurde im Mai 2012 als Audio-Stream auf der Videoplattform YouTube hochgeladen.
Die Auswahl der Beats erfolgte laut Vega meist danach, wie gut sie die Stimmung der Texte transportieren würde. Im Vergleich zum ersten Album Lieber bleib ich broke, das teilweise einen Das hab ich im Keller aufgenommen-Charakter habe, sei die Beatauswahl stimmiger, mehr aus einem Guss und nicht so zusammengewürfelt wie auf dem Debütalbum. Als Grund dafür nannte Vega die kürzere Produktionszeit. Auch habe er mehr auf die Qualität der Aufnahmen geachtet.

### Gastbeiträge
Auf Vincent waren zwei Gastbeiträge vorhanden. Diese stammten von Vegas Labelkollegen Bosca und Timeless. Bosca war auf dem Titel Mit dem Kopf durch die Wand vertreten, Timeless unterstützte Vega auf dem Song Kannst du sehen?. Von den Gästen auf Lieber bleib ich broke war keiner auf Vincent vertreten.
Im Vorhinein sagte Vega, dass er sich für das Album Zusammenarbeiten mit Kool Savas, Chakuza, Casper und Azad wünsche. Insbesondere mit Azad wünschte er sich ein Feature, da dieser für Vega die bedeutendste Person im deutschen Rap sei. In einigen Texten und Interviews in der Vergangenheit erwähnte er Azad ebenfalls positiv. Die Zusammenarbeit scheiterte, da sich Vega nicht persönlich mit Azad getroffen hat und die Manager der beiden Künstler sich nicht über die Rahmenbedingungen einigen konnten. Ein Gastbeitrag von Casper sei geplant gewesen, sei jedoch aus zeitlichen Problemen nicht zu Stande gekommen, da Casper nach dem Erfolg seines Albums XOXO viel unterwegs gewesen sei. Bereits für XOXO war eine Zusammenarbeit geplant gewesen, die jedoch aus Zeitgründen nicht stattfand. Kool Savas war bereits auf Lieber bleib ich broke vertreten, Vega war seinerseits auf Savas’ Alben John Bello Story 2 und John Bello Story 3 vertreten. Auch der Song Musik auf Cuthetas Produzentenalbum Kopfnoten resultierte aus einer Kollaboration von Vega und Kool Savas. Mit Chakuza nahm Vega den Song In Richtung All für dessen Mixtape Suchen & Zerstören II auf. Alle vier Zusammenarbeiten scheiterten. Besonders ein Azad-Feature wäre ihm sehr wichtig gewesen, daher sei Vega unglücklich über das Scheitern gewesen. Andererseits sei es eine Genugtuung für ihn, dass das Album auch ohne große Namen erfolgreich gewesen sei.

### Stil
Im Vergleich zum ersten Album Lieber bleib ich broke sei die Musik damals wilder und rebellischer gewesen, da er nach eigener Aussage um Akzeptanz in der Hip-Hop-Szene gekämpft habe. Dies habe er erreicht, und so habe sich seine Erwartungshaltung und Position innerhalb der Szene vor dem zweiten Album verändert. Vincent hingegen sei so ruhiger, musikalischer, erwachsener und insgesamt besser als das erste Album, da Vega sich menschlich total verändert habe. Insgesamt jedoch gehe Vincent in eine stilistisch ähnliche Richtung wie die vorherigen Veröffentlichungen und sei sehr atmosphärisch, ehrlich und rough. Außerdem handele es sich bei dem Album um die persönlichste Platte Vegas, da sich viele Texte direkt auf Erlebnisse beziehen würden, die im Zeitraum der Albumproduktion geschahen, wie beispielsweise die Auflösung von Butterfly Music und die Gründung von Freunde von Niemand. Das ständige Auf und Ab spiegele sich auch deutlich in der Musik wider. Vincent sei so ein Spiegel der Monate vor der Albumveröffentlichung.
Ein dauerpräsentes Stilmittel ist der Pathos, der auf Vincent noch häufiger verwendet wird als bei früheren Songs. Vega bezeichnete seine Wirkung als riesig, die Texte wirken herzzerreißend und tränenreich ausgedrückt. Dies sei bei ihm noch ausgeprägter als bei anderen Frankfurter Künstlern, wo der Pathos oft genutzt werde. Des Weiteren sind viele Texte sehr bildlich gesprochen. Als Beispiel dafür nannte Vega den Song Vollmond, in dem die Schlagwörter Schwarzer Regen und Vollmond sehr oft fallen. Die bildliche Sprache ermögliche es laut Vega, mit kurzen Sätzen viel mehr Bilder zu erschaffen. Der Hörer könne sich dadurch zudem das Gesagte besser vorstellen. Eine wichtige Rolle dabei würden Details spielen. Die Kunst sei es, etwas detailreich, aber dennoch einen Interpretationsspielraum zu lassen. So erzähle Vega seine Geschichte, lasse jedoch genügend Raum, sodass der Hörer seine eigene Geschichte daraus machen könne. Vega bezeichnete sich und Casper als einzige Rapper in Deutschland, die dieses Stilmittel auf dem Level verwenden.
Häufig werden Begriffe im Themenbereich der Natur und der Fauna aufgegriffen:

„Sag den Leuten, ich hab’ Meere durchschwommen, nein sag ihnen, ich hab’ Berge erklommen und erzähl ihnen, auf der Fährte zur Sonne, hab’ ich Löwen bekämpft, gegen Bären gewonnen, bin allein durch die Wälder gewandelt, dem Himmel so nah wie die Felsen der Anden, geh und sag ihnen, ich bin durch Stürme gerannt“

So befinden sich auf dem Album kurze Songs zu jedem der vier Elemente Feuer, Wasser, Erde und Luft. Darin versucht Vega, die Elemente musikalisch auszudrücken. So ist Feuer ziemlich aggressiv und wütend gestaltet, der Beat weist zudem Ähnlichkeiten zum Intro vom Vorgängeralbum Lieber bleib ich broke auf, auch ist der Beginn des Textes identisch. Wasser hingegen ist eher ruhig, besonnen und selbstreflektierend gehalten. Im Titel Luft rappt Vega die Zeile: Ich bin schwerelos, um den Zusammenhang zum Element Luft darzustellen. Zudem rappt er teilweise in doppelter Geschwindigkeit (Doubletime), was die Schwerelosigkeit in der Luft zusätzlich unterstreichen soll.
Auch die Metapher des Königs findet des Öfteren Verwendung auf dem Album. Vega setzt damit fort, was bereits auf dem Titel König ohne Krone von Vegas Debütalbum Lieber bleib ich broke, in dem er sich als selbiger tituliert, Erwähnung fand. So stellt er sich in Dem Himmel so nah weiterhin als König ohne Krone dar. Im gleichen Lied erwähnt er auch, dass er seit zwei Jahren besoffen vor'm Thronsaal stehe.
Der Titel Ich bin König heut’  ist abermals eine Anspielung auf König ohne Krone. In dem Song verwendet Vega zudem ein besonderes Reimschema, da er in beiden Strophen jeweils 16 Reime verwendet und so ein durchgehend ähnliches Klangbild erschafft. Inhaltlich beschreibt er seine Entwicklung in den vergangenen Jahren. Gleichzeitig nimmt er Bezug auf Kritik an ihm und seinem Umfeld. Er äußert beispielsweise sein Unverständnis über den häufigen Vergleich, sein Labelkollege Bosca klinge wie er. Häufig geschieht dies durch die Phrase Und sie sagen. Diese ist insbesondere in Alles was zählt sehr prägnant, wo er ebenfalls auf diverse Kritikpunkte von außen antwortet.
Häufig greift Vega auf dem Album auf ältere Songtexte von sich selbst zurück, die in identischer oder leicht veränderter Form wieder verwendet werden.
In Kannst du es seh’n? findet sich zudem eine Hommage an den Rapper Frustration: Nenn' mich Frustra, denn ich wußte, wie man teilt. Frustration rappte auf seinem Intro die Zeile Ich (…) wusste wie man teilt, bevor es Facebook gab.
Auch das Bild der fünf besten Rapper, das Vega in der Vergangenheit bereits wiederholt verwendete, wird immer wieder aufgegriffen. Darin nimmt er meist Bezug auf nicht namentlich genannte fünf Rapper. Teilweise werden auch nur vier Rapper verwendet, was Vega die Top 5 komplettieren lässt.

„Sag den Leuten, ich hab’ Meere durchschwommen, nein sag ihnen, ich hab’ Berge erklommen und erzähl ihnen, auf der Fährte zur Sonne, hab’ ich Löwen bekämpft, gegen Bären gewonnen, bin allein durch die Wälder gewandelt, dem Himmel so nah wie die Felsen der Anden, geh und sag ihnen, ich bin durch Stürme gerannt“

Laut Vega beinhalte das Album keine Songs, die stilistisch dem Battle-Rap zuzuordnen sind. In dieser hip-hop-typischen Form des Raps wird versucht, einen (oft fiktiven) Gegner verbal zu erniedrigen und beleidigen. Häufig geschieht dies durch pointierte Zeilen, sogenannte Punchlines. Das Fehlen solcher Songs begründete Vega einerseits damit, dass er dem Hörer Gefühle vermitteln wolle, die bei Battle-Rap nicht aufkommen würden und er Songs machen wolle, die Menschen berühren und über Unterhaltung hinausgehen. Außerdem gäbe es mittlerweile „einen ganzen Haufen Leute, die das Spiel mit den Punchlines wesentlich besser beherrschen“. Dennoch wurden auf Vincent einige Songs veröffentlicht, die eine aggressivere Gangart angingen. Darin stand vor allem das Representen im Vordergrund. Bei dieser Form stellt der Rapper zumeist sich und sein Umfeld positiv in den Mittelpunkt. Vincent ist da oder Freitag der 13te sind Beispiele für diese Art von Liedern. In diesen vergleicht er beispielsweise seine Stimme mit dem Geräusch einer Kreissäge oder sich selbst mit dem arabischen Sänger Amr Diab.
Das Outro ist sehr persönlich, Vega nimmt dabei Bezug auf diverse Ereignisse seiner jüngeren Vergangenheit, beispielsweise den Todesfall eines engen Bekannten oder den Abgang von Olson von Vegas Label Freunde von Niemand. Insofern stelle der Track laut Vega eine Art Rückblick auf seine letzten beiden Jahre dar. Er ähnele dem Stil von Lieber bleib ich broke, insbesondere vom Song Winter, am meisten und repräsentiere Vega so, wie er sich sehe und nach außen darstellen wolle. Es sei außerdem das wohl persönlichste Lied seiner Karriere. Der Song endet mit Sag ihnen, Vincent war da, was eine Anspielung auf das Intro Vincent ist da ist.
Musikalisch dominieren düstere, atmosphärische Beats das Album. Vega bezeichnete die musikalische Untermalung von Vincent als episch, orchestral und etwas überzogen.

## Vermarktung
Zum Album wurden vier Musikvideos veröffentlicht. Das erste feierte am 13. Dezember 2011 einen Monat vor Albumveröffentlichung zum Song So weit weg auf HipHop.de Premiere. Es wurde im selben Wald gedreht, wo auch das Covershooting stattfand. Es ähnelt stilistisch stark der Albumillustration. Die Wahl auf So weit weg als erster Vorbote für das Album begründet sich laut Vega damit, dass er das Album natürlicher halten wollte und sich vom düsterem Streetimage distanzieren wolle. Die Videosingle wirke freundlicher und erwachsener als ältere Werke Vegas.
Zwei Tage zuvor wurde ein Making-of hochgeladen, das einen Blick hinter die Kulissen des Videodrehs ermöglicht. Auch zum Covershooting wurde ein kurzes Video veröffentlicht, in dem man Robin Heller und Vega während der Arbeit am Albumartwork sehen kann.
Die zweite Videoauskoppelung war ein Split-Video zu den beiden Songs Ich bin König heut und Mit dem Kopf durch die Wand. Darin wurden Ausschnitte beider Songs in einem Video dargestellt. Bosca und dessen Gastbeitrag auf Mit dem Kopf durch die Wand kommen im Video nicht vor. Der Clip feierte am 31. Dezember 2011 auf der Internet-Plattform 16Bars Premiere.
Ein weiteres Video wurde im Rahmen des Online-Fernsehformats Halt die Fresse, bei der Rapper in unbearbeiteten Aufnahmen Lieder präsentieren, von Aggro TV zum Song Alles was zählt ausgestrahlt. Der Dreh dazu fand im Berliner Ortsteil Friedrichshain beim U-Bahnhof Frankfurter Tor statt. Der Berliner Rapper Liquit Walker hat einen Gastauftritt im Clip.
Das vierte Video zeigte den Song Kannst du es sehen? mit Timeless. Im Rahmen des Videodrehs lud Vega am 10. Januar 2012 Interessierte nach Mannheim ein, um an einer Massenszene mitwirken zu können. Das Video feierte fünf Tage nach Albumveröffentlichung auf dem offiziellen YouTube-Kanal von Freunde von Niemand Premiere. Es wurde wie auch So weit weg und Ich bin König heut / Mit dem Kopf durch die Wand von Robin Heller für Helles Design gedreht. Wenige Tage darauf erschien auch ein Making-of zum Video, das einige Einblicke in den Videodreh zeigt.
Zum Album wurde Ende November ein sogenanntes Snippet veröffentlicht, in dem einige Songs aus dem Album kurz angespielt wurden, um dem Hörer einen Eindruck der LP zu verschaffen. Zwei Wochen später erschienen über Amazon MP3 30-sekündige Hörproben von allen Songs. Kurz zuvor wurde bereits ein Teaser zum Album veröffentlicht, der das Intro Vincent ist da anspielt und einige Videoaufnahmen von Vega zeigt.
Die beiden Rapper PA Sports und KC Rebell vom Label Life is Pain veröffentlichten im Vorfeld eine kurze Videoansage zum Album, die über den YouTube-Kanal von Freunde von Niemand ausgestrahlt wurde. Auch Bizzy Montana und Bosca veröffentlichten eine solche Ansage.
Die komplette Promotion wurde von Vegas Label Freunde von Niemand übernommen, während sich Wolfpack Entertainment für die logistischen Aufgaben und Soulfood für den Vertrieb zuständig zeigte.

## Rezeption

### Erfolg
Im Rahmen der Interview-Reihe Toxik trifft… der Internetseite hiphop.de gab Vega an, dass er sich den Einstieg in die Top 30 der deutschen Albumcharts wünsche und erfolgreichen Rappern wie Casper, der sich mit seinem Album XOXO wochenlang auf Platz eins der deutschen Albumcharts platzieren konnte und eine Goldene Schallplatte für 100.000 Albumverkäufe erhielt, oder Nate57 folgen wolle. Das Ziel sei jedoch das Erreichen der Top 100. In einem anderen Interview sagte Vega, jede Platzierung innerhalb der ersten 25 sei ein Riesenerfolg.
Das Album Vincent konnte sich letztendlich auf Platz 5 der deutschen Albencharts positionieren. Dies stellte Vegas erste und zugleich beste Chartplatzierung seiner Karriere dar. Gleichzeitig war es der erste Charterfolg für Vegas Label Freunde von Niemand. In den Trendcharts vom ersten Verkaufsfreitag, das nur die Verkäufe vom Freitag berücksichtige, lag Vega sogar auf Platz 2 hinter Marsimotos LP Grüner Samt. Vega zeigte sich sehr glücklich über den Erfolg und sagte, dass er nicht mit einer so hohen Platzierung gerechnet hätte.
In der zweiten Woche rutschte Vincent auf Platz 79 ab, danach konnte es sich nicht mehr unter den ersten 100 platzieren. In den österreichischen Albencharts erreichte das Album in der ersten Woche Platz 28.
Das Album konnte sich über 20.000 Mal verkaufen.

### Kritik
Das Online-Magazin MeinRap, das sich hauptsächlich um Hip-Hop dreht, resümierte in einem ersten Eindruck, der eine Woche vor Albumveröffentlichung gezeigt wurde. Darin wurde festgehalten, dass Vincent durch Vegas Glaubwürdigkeit sowie die atmosphärische Musik zu überzeugen wisse. Außerdem wurde das Fehlen der Einflüsse aktueller Trends und die konsequente Weiterführung von Vegas Stil positiv hervorgehoben.
Die Wochenzeitschrift MusikWoche widmete Vega eine Titelseite und bewertete das Album in einer Preview ebenfalls sehr positiv. So sei Vincent erstaunlich vielseitig und eindringlich. Auch das Transportieren von Gefühlen gelinge ihm perfekt. Als Beispiele dafür wurden Kannst du es sehn’ und Freund sein besonders hervorgehoben.
Oliver Marquart, Chefredakteur der Online-Plattform rap.de, bewertete das Album mit einem Bewertungssystem, das einem analogen Thermometer ähnelte. Dieser schlug im roten, positiven Bereich aus. In der Rezension wurde besonders Vegas Talent für sprachliche Bilder gelobt, die zwar einfach seien, jedoch in Kombination mit den Beats „ein stimmiges Gesamtbild und immer wieder Gänsehaut-Atmosphäre“ erzeuge. Die Beats seien brachiale, pathetische Synthiebeats, auf denen er seine „wütenden, ausdrucksstarken Raps“ vortrage. Trotz dem Fehlen von konkreten, auserzählten Geschichten erzähle das Album insgesamt eine Geschichte, obwohl es sich nicht um ein Konzeptalbum im ursprünglichen Sinne handle. Mit Vincent habe sich Vega sein eigenes Genre geschaffen, das Marquart „Pathos-Rap“ nannte. Seine Texte lassen „vor dem geistigen Auge des Hörers eine eigene Welt entstehen, in der man gerne hin und wieder zu Besuch ist, auch, weil sie, verglichen mit der realen Welt, überschaubar und nachvollziehbar ist“, aber vor allem würde es dort nie langweilig werden.
Dani Fromm vom E-Zine laut.de bewertete das Album mit drei von fünf Sternen. Besonders Vegas „Gespür für das Plakative, Plastische“ wurde dabei als positiver Faktor herausgehoben. Er schaffe es, beeindruckende Bilder vor dem geistigen Auge des Hörers zu kreieren. Diese würden durch die „bombastischen, an Theatralik schwer zu überbietenden“ Beats gut unterstützt. Negativ sei die zu präsente Thematik von „Wir-gegen-den-Rest-der-Welt“. Auch „erschütternd dämliche schwulen- und frauenfeindlichen“ Ausrutscher würden das Gesamtbild trüben. Als Beispiele hierfür wurden die Textstellen „Ich hab’ gesehen, wie deutsche Rapper Männer küssen“, „Ich kann nicht unten sein mit Männern, die ihren Arsch geben“ und „Wär’ gern Teil eurer Community, doch ich red’ nicht mit Frauen“ genannt.
Die Event-Community Diginights vergab Vincent die volle Punktzahl fünf. Als Hauptgründe wurden die emotionalen und mit Vergangenheitsbewältigungen vollgepackten Texte, das stimmige Soundbild und die kräftige Stimme angeführt. So sei jeder einzelne Titel sehr dynamisch. Vega wurde zudem als authentischer Rapper beschrieben, dem man jedes Wort abnehme. Besonders positiv wurde die Vier-Element-Thematik mit den Skits Erde, Feuer, Wasser und Luft sowie das Liebeslied Nur du herausgehoben. Insgesamt stelle Vincent das erste musikalische Highlight im Jahr 2012 dar.
Niklas Potthoff vom Online-Magazin rappers.in bewertete den Tonträger mit 5,5 von 6 Mikrofonen. Vincent sei ein sehr stimmiges und persönliches Album geworden, auf dem Vega Musik zum Mitfühlen mache, ohne dabei seinen Bezug zur Straße zu verlieren. Insgesamt wirke das Album als komplette Einheit und bestehe nicht nur aus einzelnen Anspielstationen, da die „fast schon majestätischen“ Beats einheitlicher seien. Dadurch sei es stimmiger als das Vorgängeralbum Lieber bleib ich broke. Vega gelinge es zudem durch seine Stimme und den Druck in ihr, sehr ehrlich und authentisch zu wirken. Er schaffe eine stimmige Atmosphäre, die damit begründet wurde, dass es oftmals schwierig sei, den Titeln eine bestimmte Thematatik zuzuweisen, da „immer wieder alle Themengebiete auf den einzelnen Anspielstationen vertreten sind“. Der Gastbeitrag von Timeless wurde als solide bezeichnet, Bosca hingegen falle im Vergleich zu Vega stark ab.
MeinRap schrieb in einer Review, dass Vega sich bei dem Album „auf seine Stärken besonnen, diese voll und ganz ausgespielt und gekonnt zum Alleinstellungsmerkmal herausgearbeitet“ habe. Selbstbewusstsein und Selbstmitleid würden auf einzigartige Weise in vage gehaltenen, bildhaften Texten verschmelzen, dazu seien die Beats sehr atmosphärisch. Dennoch seien zwei, drei Lieder mit Ausbrüchen aus der lyrischen Monotie wünschenswert gewesen. Zudem würde der Pathos und die homophoben Gewänder einzelner Textstellen polarisieren. Dennoch sei Vincent insgesamt ein Album „wie aus einem Guss“, bei dem die Beats und Raps Hand in Hand gehen würden.
Die auf Rap spezialisierte Webseite HipHopJam.net bewertete das Album mit vier von fünf Mics. Vega sei am stärksten, wenn er „mit seinen Worten Bilder von malerischen Welten“ erschaffe. Dies sei im Titel Dem Himmel so nah der Fall. Die Instrumentalisierung von Vincent sei brachial und majestätisch und dominiert vom Einsatz von Klavieren und Streichern. So werde ein düsterer „Gänsehaut“-Soundteppich geschaffen. Vega rappe darauf mit „harten, direkten Worten und einer aggressiven Stimme“. Mit dem Album zeige Vincent, dass er zu den „Führern der neuen deutschen Rap-Generation“ zähle. Als Makel wurden die teils homophoben Äußerungen aufgeführt.
Die Hip-Hop-Zeitschrift Backspin schrieb in ihrem Online-Magazin, Vincent sei ein „Aufschrei, eine Kampfansage an die Welt, eine Kopf-Hoch-Fahne, die im Wind des Missverstandenen weht“. Die Gesamtstimmung sei dabei trist, düster und fast melancholisch. Auch die Rap-Technik Vegas wurde gewürdigt, die „stets sehr stark über den Beat gedrückte Stimme“ lasse jedoch Monotonie entstehen. Insgesamt sei Vincent die konsequente Weiterentwicklung von Lieber bleib ich broke, aber auch nicht mehr. Dem Album wurden drei von fünf Punkten vergeben.
Rap4Fame vergab dem Album viereinhalb von fünf Kronen. Vegas Raps seien nach wie vor „entwaffnend ehrlich“ und so erzähle das Album von „Hoffnungslosigkeit, Schmerz und Tristesse, aber auch von Durchhaltevermögen und davon, seinen Mann trotz zahlreicher Nackenschläge zu stehen“. So würden auch sehr persönliche Tracks nicht zur „Gefühlsduselei“ verkommen, sondern seien „schlicht und einfach ehrlich“. Die in Skitform vertonten Elemente seien ein weiteres positives Merkmal von Vincent. Der Gastbeitrag von Bosca falle hingegen leicht ab, während Timeless auf ganzer Linie überzeugen könne. Insgesamt sei Vincent ein sehr starkes Album ohne wirkliche Tiefpunkte, auf dem Vega seinen Weg kompromisslos und ohne sich zu verbiegen weitergehe. Lediglich die Beats seien durch die durchgehend triste, düstere Untermalung etwas monoton.

### Kontroverse
Nach der Veröffentlichung des Videos zu Ich bin König heut’ / Mit dem Kopf durch die Wand wurde die Textpassage „Ich habe zugesehen, wie deutsche Rapper Männer küssen – seht ihr das auch? Ich meine so eklig, dass ich bete, sie haben ein Mädchen zuhause, meine so eklig, dass ich bete, sie haben keinen Penis im Bauch“ aufgrund einer möglichen Diffamierung von Homosexuellen kritisiert. Auch tauchte die Vermutung der Homophobie auf. Vega äußerte sich via Facebook zu dieser Kritik und gab an, dass die betreffenden Textzeilen sich nicht gegen Homosexuelle richten, sondern bildliche Vergleiche seien, die darstellen sollen, wie Rapper sich auf einmal alle lieb haben, […] dass man sich fragen muss, ob sie Pärchen sind. In einem Interview sagte er zudem, dass er die Diskussion nicht nachvollziehen könne und verwies auf andere Rapper wie Kool Savas, die in der Vergangenheit ebenfalls solche bildlich gesprochene Zeilen verwendet hätten. Außerdem bekräftigte er, dass er mit der entsprechenden Textstelle nicht Homosexuelle meinte, sondern auf Zusammenarbeiten unter Rappern abspiele, bei denen sich die Künstler nicht persönlich kennen, sondern nur wegen des guten Namens des Kollaborationspartners zusammenarbeiten. Diese Rapper meine er mit Männern, die Händchen halten, mit Rappern, die sich gegenseitig küssen, Männer, die ihren Arsch geben. Mit der Textstelle Ich kann nicht unten sein mit Männern, die ihren Arsch geben meine er Leute, die sich des Geldes wegen verändern.
Außerdem ergaben sich Diskussionen zur Textstelle Die coolste Sau auf dieser Welt, seit Bill Cosby tot ist aus dem Titel Mit dem Kopf durch die Wand. Der US-amerikanische Schauspieler, Sänger, Autor und Komiker lebt allerdings. Jedoch existierten in der Vergangenheit mehrere Zeitungsenten und Tatarenmeldungen rund um einen Tod Cosbys. Vega erklärte, er wollte mit der entsprechenden Zeile diese Gerüchte neu anheizen. Zwar habe er beim Schreiben der Zeile tatsächlich gedacht, dass Cosby tot sei, jedoch sei er vor Veröffentlichung auf den Fehler hingewiesen worden und entschied sich dazu, den Text nicht zu verändern. Vega bezeichnete Cosby als einen der größten Entertainer der vergangenen Jahrhunderte.
Kurz nach Albumveröffentlichung gab es einen öffentlichen Disput zwischen Vega und seinem früheren Labelchef Separate, von dem sich Vega 2008 wegen persönlichen Differenzen trennte. Auslöser war eine Aussage Vegas, er könne Separate nicht ernst nehmen.

„Separate ist schief gelaufen (…). Oder besser gesagt, er ist gar nicht mehr gelaufen. Ich war relativ jung, war da auf dem Label und dann kommst du an einen Punkt, wo sich jemand zu einem krassen Arschloch entwickelt. Das ist eigentlich schon alles, worum es ging. Er hatte irgendwie einen Höhenflug, ich weiß nicht, von was, denn es war ja nicht so, dass er der Überstar geworden wäre. Er ist einfach komisch geworden, unfreundlich, hat die Leute in seinem Umfeld nicht so behandelt, wie man es mit Freunden halt macht. Sondern immer so ein bisschen als Deppen und Idioten und Laufburschen. Er hat sich eben selber die Säcke vollgemacht und auf den Rest geschissen. Er war aber jemand, der eigentlich ein sehr loyales Umfeld hatte(…). Der hatet mich manchmal auf Facebook, aber der hat gerade mal halb so viele Likes wie mein Manager. Den kann ich nicht ernst nehmen.“

Dieser reagierte darauf mit einem Statement auf der Online-Community Facebook, in dem er Vega der Lüge bezichtigte und behauptete, er hätte Vega auf die Namen Vincent und Vega aufmerksam gemacht. Er bezeichnete Vegas Aussagen als traurig.

### Live-Auftritte
Zum Album fand die Tour Vincent ist da! statt, die im März 2012 stattfand und deren Namen an das gleichnamige Albumintro angelehnt ist. Dabei wurde Vega von seinen Labelkollegen Bizzy Montana, Timeless und Bosca begleitet. Während der Tour traten sie vom 15. bis zum 26. März in Nürnberg, München, Hannover, Münster, Köln, Freiburg im Breisgau, Stuttgart, Weinheim und Berlin auf. Im Februar wurde ein Trailer zur Tour veröffentlicht, in dem einige Ausschnitte von einem Konzert Vegas gezeigt wurden.
Zur Veröffentlichung von Vincent fand am 19. Februar 2012 zudem eine offizielle Releaseparty im Veranstaltungsort Batschkapp in Frankfurt am Main statt. Dabei wurde Vega von Liquit Walker und Bosca unterstützt, Bizzy Montana und Timeless traten zudem als Special Guests auf. Präsentiert wurde die Veranstaltung von MeinRap, rappers.in, hiphop.de, M8-Rapblog, Wolfpack Entertainment, Freunde von Niemand und dem Vertrieb Soulfood. Da diese Releaseparty schnell ausverkauft war, wurde am Folgetag, dem 20. Februar 2012, eine Zusatzshow im Frankfurter Club Nachtleben durchgeführt. Das Line-Up war identisch mit dem des Vorabends.
Am Veröffentlichstag, dem 13. Januar 2012, fand in der Saturn-Filiale im Europa-Center in Berlin ein kurzes Konzert sowie eine anschließende Autogrammstunde statt. Die Veranstaltung war kostenlos.
Ein weiterer Auftritt erfolgte am 17. Dezember 2011 in Büdingen. Dabei präsentierte Vega bereits einen Monat vor dem Veröffentlichungstermin Titel aus seinem Album Vincent.